# 河井徳治
河井 徳治（かわい とくはる、1935年1月17日 - ）は、日本の哲学研究者、大阪産業大学名誉教授。
大阪生まれ。1955年大阪大学理学部入学、60年同文学部哲学科卒業。65年同大学院博士課程満期退学。75-76年ハイデルベルク大学に学ぶ。1993年「スピノザ哲学論攷」で筑波大学文学博士。1977年大阪産業大学教養部教授、86年教養部長、97-2001年図書館長、2001年人間環境学部教授。2005年退任、客員教授、特任教授、名誉教授。

## 著書
- 『ビジネスマンのための哲学がわかる本 全人類二千五百年の英知を今日にどう活かすか』日本実業出版社 1980
- 『スピノザ哲学論攷 自然の生命的統一について』創文社 1994
- 『スピノザ『エチカ』』晃洋書房 哲学書概説シリーズ 2011

### 共編
- 『文化環境学のススメ』中川晶,藤永壮,木村英二共編 桂川光正ほか著 三修社 2004
- 『文化環境学のスペクトル』中川晶, 藤永壮, 木村英二共編 三修社 2004

### 翻訳
- C.F.v.ヴァイツゼカー『自然の統一』斎藤義一共訳 法政大学出版局 叢書・ウニベルシタス 1979
- ゲオルク・ピヒト『ユートピアへの勇気 将来の重要課題』法政大学出版局 叢書・ウニベルシタス 1988
- ゲオルク・ピヒト『ヒューマン・エコロジーは可能か 人間環境論の哲学的基礎づけ』晃洋書房 2003

## 論文
- Cinii

## 注
1. ↑  『現代日本人名録』2002年
2. ↑  研究者情報